# Kronprinz (Schiff, 1900)
Die Kronprinz war ein 1900 von Blohm & Voss gelieferter Reichspostdampfer der Reederei Deutsche Ost-Afrika-Linie (DOAL) von 5645 BRT. Die Kronprinz blieb im August 1914 wegen des Kriegsausbruchs in Lourenco Marques, Mosambik. Dort wurde das Schiff im März 1916 von Portugal beschlagnahmt, umbenannt in Quelimane und dann unter portugiesischer Flagge eingesetzt. 1927 wurde das Schiff abgebrochen.
Die Reiherstiegwerft baute ein Schwesterschiff, die Kurfürst, die 1901 mit einer veränderten Passagiereinrichtung in Dienst kam, aber schon 1904 durch Strandung verloren ging.

## Geschichte
Die 1900 fertiggestellte Kronprinz war der zehnte Neubau der für den Reichspostdampferdienst nach Deutsch-Ostafrika 1890 gegründeten DOAL. Mit 5645 BRT war sie das bis dahin größte Schiff der Reederei und das dritte Zwei-Schrauben-Schiff nach den Postdampfern Herzog und König von 4900 BRT. Mit Blick auf den 1900 auslaufenden Reichspostdampfer-Vertrag beschaffte die DOAL  mit der Kronprinz und der 1901 folgenden Kurfürst zwei erheblich größere Dampfer, die allerdings nicht konkurrenzfähig mit den britischen Postschiffen nach Südafrika waren. Die britische Briton der Union Steam Ship Company war mit 10.248 BRT das größte Schiff im Afrika-Liniendienst, konnte bis zu 480 Passagiere in zwei Klassen unterbringen und war mit 17 Knoten Dienstgeschwindigkeit auch der schnellste Afrika-Liner. Diese Geschwindigkeit erreichten auch die kleineren Carisbrook Castle und Kinfauns Castle der Castle-Line mit 390 bzw. 350 Passagieren. Die beiden britischen Reedereien wurden im März 1900 dann auch noch zusammengelegt.
Die Kronprinz war 125,3 m lang und 14,6 m breit und wurde von zwei Dreifach-Expansions-Maschinen angetrieben, die zusammen 3700 PS leisteten und eine Geschwindigkeit von 13,5 Knoten (kn) ermöglichten. Das mit 5645 BRT vermessene Schiff bot Platz für 72 Passagiere in der I. Klasse, 56 in der II. und 60 in der III. Klasse, besaß einen Zwischendeckssaal für 116 Personen und hatte eine Tragfähigkeit 5700 tdw. Die Zwischendeckseinrichtung war für den Transport von Soldaten vorgesehen, deren Transport auch Aufgabe der Reederei war. Nicht auf allen folgenden Reichspostdampferneubauten bis 1914 war diese Einrichtung vorhanden. Nur vier der folgenden neun Neubauten der DOAL verfügten über sie.
Die Kronprinz lief am 10. April 1900 vom Stapel und wurde am 30. Juni 1900 abgeliefert. Am 4. Juli 1900 startete das Schiff in Hamburg zu seiner Jungfernreise nach Ostafrika. Ein Jahr später eröffnete es mit dem Auslaufen am 3. Juli 1901 aus Hamburg den seit langem geplanten „Rund um Afrika“-Dienst. Angelaufen wurden Bremerhaven, Rotterdam, Antwerpen, Vlissingen, Southampton, Lissabon, Tanger, Marseille, Neapel, Port Said, Suez, Aden, Mombasa, Tanga, Sansibar, Daressalam, Mocambique, Beira, Lourenco Marques, Durban, East London, Kapstadt, später auch Lüderitzbucht, Teneriffa und Las Palmas. Versuchsfahrten „Rund um Afrika“ hatte es zuvor schon gegeben, seit die Setos am 10. März 1894 durch den Südatlantik nach Südafrika und dann zur Delagoa Bay gelaufen und dann auf der Postdampferroute entlang Ostafrika und durch das Rote Meer und das Mittelmeer nach Hamburg zurückgekehrt war. Aus politischen Gründen wurden diese Fahrten wieder aufgegeben und erst nach Ende des Burenkriegs wieder aufgenommen.

### Das SchwesterschiffKurfürst
Das von der Reiherstiegwerft gebaute Schwesterschiff Kurfürst lief am 9. Juli 1901 vom Stapel und wurde am 13. Oktober 1901 fertiggestellt. Am 20. November startete die Kurfürst zu ihrer Jungfernreise im „Rund um Afrika“-Dienst. Sie glich weitgehend ihrem Schwesterschiff, hatte allerdings eine Passagiereinrichtung ohne Zwischendeck. Das mit 5654 BRT vermessene Schiff bot Platz für 100 Passagiere in der I. Klasse, 80 in der II. und 90 in der III. Klasse. Im Januar 1903 lief es auf einer westlichen Rundreise auf Wunsch der Reichsregierung mit Swakopmund als erstes Schiff der DOAL Deutsch-Südwestafrika an.
Die Reederei war anfangs von diesem Halt nicht angetan, da sie Zeit nach Südafrika verlor und das Ziel der nahestehenden Woermann-Linie zugeordnet war. Nach Ausbruch des Herero-Aufstands akzeptierte die DOAL die Anfahrt der Kolonie als nationale Aufgabe und ließ dafür Lissabon auf der westlichen Ausreise aus, um weiterhin akzeptable Reisezeiten bis Kapstadt anbieten zu können. Angelaufen wurde jetzt Lüderitzbucht, da Swakopmund durch den militärischen Nachschubtransport völlig überlastet war.
Die Kurfürst war da allerdings schon verloren gegangen. Auf einer Heimreise über das Mittelmeer lief sie am frühen Morgen des 5. Mai 1904 bei dichtem Nebel vier Seemeilen nördlich von Sagres vor der portugiesischen Küste auf einen Felsen. Zur Hilfe geeilte Schlepper konnten das Schiff nicht abbringen und es zerbrach am Nachmittag des 6. Mai in rauer werdender See, nachdem die Besatzung und die 99 Passagiere in Sicherheit gebracht worden waren.

### Einsatz derKronprinz
Die Neufassung des Reichspostdampfer-Vertrages von 1900 forderte für den Einsatz auf der Hauptlinie Reichspostdampfer von über 5000 BRT, die auch umgehend bestellt wurden, so dass die bis 1914 gelieferten acht neuen Postdampfer (Bürgermeister, Prinzregent und Feldmarschall; Admiral und Prinzessin sowie General, Tabora und Kigoma) alle größer ausfielen. Auch die bis 1914 gelieferten fünf Frachtschiffneubauten (Khalif und die 1910 gesunkene Khedive sowie Emir, Muansa und Rufidji) waren über 5000 BRT groß.
1914 war die Kronprinz der älteste und kleinste der neun auf der Hauptlinie „Rund um Afrika“ eingesetzten DOAL-Postdampfer, neben denen seit 1907 auch je zwei Schiffe der Woermann-Linie und der Hamburg-Amerikanische Packetfahrt-Actien-Gesellschaft (Hapag) zum Einsatz kamen, nachdem die drei Hamburger Reedereien eine Betriebsgemeinschaft gebildet hatten.

### Weitere Postdampfer der DOAL im „Rund um Afrika“-Dienst bis 1914

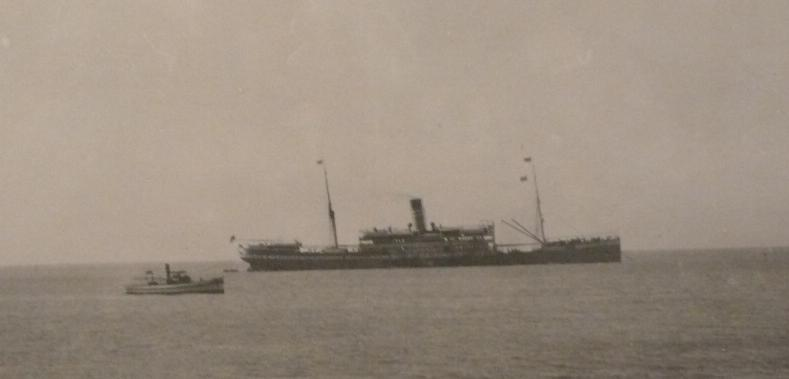
Die Kronprinz vor Lourenco Marques

| Name          | Bauwerft                 | BRT  | Länge [m] | Passagiere | Stapellauf i. D. DOAL | weiteres Schicksal |
| ------------- | ------------------------ | ---- | --------- | ---------- | --------------------- | --- |
| Kurfürst      | Reiherstiegwerft Nr. 407 | 5654 | 125,2     | 270        | 9.07.1901 13.10.1901  | 6. Mai 1904 auf Heimreise vor portugiesischer Küste nach Auflaufen gesunken |
| Bürgermeister | Flensburger SG Nr. 210   | 5945 | 125,3     | 250        | 27.02.1902 19.06.1902 | 1914 in Hamburg, 1919 an Frankreich ausgeliefert: Macoris 1935 Abbruch |
| Prinzregent   | Blohm & Voss Nr. 164     | 6341 | 126,8     | 175        | 10.01.1903 6.04.1903  | Zwischendeck für 120 Mann, 1914 nach Teneriffa, 1919 an Frankreich ausgeliefert: Cordoba 1932 Abbruch |
| Feldmarschall | Reiherstiegwerft Nr. 410 | 6142 | 126,7     | 268        | 21.02.1903 24.06.1903 | Zwischendeck für 120 Mann, 1914 in Daressalam, 17. August 1915 durch Geschützfeuer der Hyacinth beschädigt, 1916 von den Briten repariert und als Field Marshall in Dienst, 1922 Verkauf nach China, 1947 gesunken                                           |
| Admiral       | Blohm & Voss Nr. 178     | 6341 | 126,8     | 264        | 25.06.1905 23.09.1905 | Zwischendeck für 106 Mann, 1914 in Lourenco Marques Schutz gesucht, 1916 durch Portugal beschlagnahmt: Lourenco Marques, 1950 verschrottet |
| Prinzessin    | Blohm & Voss Nr. 182     | 6387 | 126,8     | 298        | 23.12.1905 20.04.1906 | 1914 in Hamburg, 1919 ausgeliefert, erst unter britischer Flagge, 1921 an Frankreich: General Voyron, 1934 verschrottet |
| General       | Blohm & Voss Nr. 203     | 8063 | 136,9     | 283        | 13.07.1910 25.02.1911 | Zwischendeck für 70 Mann, 1914 Messina, dann Smyrna, Konstantinopel, Wohn-, Lazarett- und Hilfsschiff der den Türken zur Verfügung gestellten deutschen Mittelmeerdivision, 1918 in Odessa durch Frankreich beschlagnahmt: Azay le Rideau, 1937 verschrottet |
| Tabora        | Blohm & Voss Nr. 211     | 8022 | 136,9     | 316        | 18.04.1912 29.06.1912 | 1914 Daressalam, 23. März 1916 durch britische Schiffe versenkt |
| Kigoma        | Reiherstiegwerft Nr. 451 | 8156 | 137,0     | 310        | 30.01.1914 28.04.1914 | 1914 Ausmarsch abgebrochen und zurück nach Hamburg, 1919 ausgeliefert, erst unter britischer Flagge, 1921 an Frankreich: Algeria, 1922 Ankauf durch Hapag, umbenannt in Toledo, 1927 wieder Afrikadienst, 1934 verschrottet                                  |

## Kriegsschicksal
Die Kronprinz befand sich Anfang August 1914 in Lourenco Marques, Mosambik, zusammen mit der 1905 fertiggestellten Admiral (6355 BRT), und wurde dort für die Kriegsdauer aufgelegt und interniert.
Anfang März 1916 wurde sie von Portugal beschlagnahmt und von Oktober 1916 bis Ende 1917 als Lazarettschiff genutzt. 1918 wurde die in Quelimane umbenannte Kronprinz als Transporter in den Dienst der Portugiesischen Marine übernommen. 1927 wurde die ehemalige Kronprinz dann verschrottet.

## Kapitäne
- 1904: Stahl